# جمعه (فیلم ۲۰۱۲)
جمعه (انگلیسی: Friday) فیلمی در ژانر درام است که در سال ۲۰۱۲ منتشر شد.